# Giro del Veneto
El Giro del Veneto es una carrera ciclista italiana disputada en Véneto, en el mes de agosto.
Después de dos primeras ediciones en 1909 y en 1912, el Giro del Veneto se disputa regularmente desde 1922. 
Desde la creación de los Circuitos Continentales UCI en 2005 forma parte del UCI Europe Tour al principio en la categoría 1.HC (máxima categoría de estos circuitos) y a partir de 2010 en una categoría inferior: 1.1. En 2012 se disputó su última edición hasta que en 2021 la prueba regresó al calendario ciclista disputándose a mediados de octubre.
Está organizada por la Sociéta Ciclista Padovani. 
El corredor con más victorias es el ciclista italiano Costante Girardengo con cuatro victorias consecutivas.
En 2012, la desaparecida Coppa Placci que en 2011 había sido fusionada con el Giro de la Romagna, fue fusionada con esta carrera renombrándose como Giro del Veneto-Coppa Placci.

## Palmarés
| Año                               | Ganador              | Segundo                    | Tercero              |
| --------------------------------- | -------------------- | -------------------------- | -------------------- |
| 1909                              | Renato Pogliani      | Giovanni Micheletto        | Lauro Bordin         |
| 1910-1911 ediciones no realizadas |                      |                            |                      |
| 1912                              | Giovanni Roncon      | Costante Girardengo        | Emilio Petiva        |
| 1913-1923 ediciones no realizadas |                      |                            |                      |
| 1922                              | Alfredo Sivocci      | Luigi Molon                | Bartolomeo Aymo      |
| 1923                              | Costante Girardengo  | Giovanni Brunero           | Emilio Petiva        |
| 1924                              | Costante Girardengo  | Gaetano Belloni            | Federico Gay         |
| 1925                              | Costante Girardengo  | Adriano Zanaga             | Giovanni Brunero     |
| 1926                              | Costante Girardengo  | Alfredo Binda              | Domenico Piemontesi  |
| 1927                              | Alfonso Piccin       | Michele Gordini            | Livio Cattel         |
| 1928                              | Alfredo Binda        | Antonio Negrini            | Alfonso Piccin       |
| 1929 edición no realizada         |                      |                            |                      |
| 1930                              | Aldo Canazza         | Vasco Bergamaschi          | Renato Scorticati    |
| 1931                              | Aldo Canazza         | Guglielmo Segato           | Antonio Andretta     |
| 1932-1933 ediciones no realizadas |                      |                            |                      |
| 1934                              | Aldo Canazza         | Raffaele Di Paco           | Pietro Rimoldi       |
| 1935                              | Vasco Bergamaschi    | Antonio Frascaroli         | Domenico Oggero      |
| 1936                              | Renato Scorticati    | Carlo Sbersi               | Gaspare Babini       |
| 1937 edición no realizada         |                      |                            |                      |
| 1938                              | Secondo Magni        | Osvaldo Bailo              | Mario Vicini         |
| 1939                              | Adolfo Leoni         | Walter Generati            | Adriano Vignoli      |
| 1940 edición no realizada         |                      |                            |                      |
| 1941                              | Fausto Coppi         | Cino Cinelli               | Enrico Mollo         |
| 1942                              | Pierino Favalli      | Olimpio Bizzi              | Osvaldo Bailo        |
| 1943-1944 ediciones no realizadas |                      |                            |                      |
| 1945                              | Luigi Casola         | Orfeo Falsiroli            | Giuseppe Magni       |
| 1946 edición no realizada         |                      |                            |                      |
| 1947                              | Fausto Coppi         | Fiorenzo Magni             | Angelo Menon         |
| 1948                              | Luciano Maggini      | Antonio Bevilacqua         | Vittorio Seghezzi    |
| 1949                              | Fausto Coppi         | Giuliano Bresci            | Adolfo Leoni         |
| 1950                              | Luigi Casola         | Sergio Pagliazzi           | Luciano Frosini      |
| 1951                              | Antonio Bevilacqua   | Luciano Maggini            | Danilo Barozzi       |
| 1952                              | Adolfo Grosso        | Danilo Barozzi             | Waldemaro Bartolozzi |
| 1953                              | Fiorenzo Magni       | Luciano Maggini            | Aldo Zuliani         |
| 1954                              | Luciano Maggini      | Giuseppe Doni              | Armando Barducci     |
| 1955                              | Adolfo Grosso        | Pierino Baffi              | Walter Serena        |
| 1956                              | Giorgio Albani       | Cleto Maule                | Guido Boni           |
| 1957                              | Angelo Conterno      | Bruno Monti                | Germano Barale       |
| 1958                              | Adriano Zamboni      | Alfredo Sabbadin           | Giuseppe Fallarini   |
| 1959                              | Rino Benedetti       | Adriano Zamboni            | Bruno Monti          |
| 1960                              | Diego Ronchini       | Armando Pellegrini         | Ercole Baldini       |
| 1961                              | Nino Defilippis      | Bruno Mealli               | Angelo Conterno      |
| 1962                              | Angelino Soler       | Franco Cribiori            | Guido De Rosso       |
| 1963                              | Italo Zilioli        | Guido De Rosso             | Franco Balmamion     |
| 1964                              | Italo Zilioli        | Guido De Rosso             | Gianni Motta         |
| 1965                              | Michele Dancelli     | Italo Zilioli              | Gianni Motta         |
| 1966                              | Michele Dancelli     | Flaviano Vicentini         | Adriano Passuello    |
| 1967                              | Luciano Galbo        | Marino Basso               | Flaviano Vicentini   |
| 1968                              | Alberto Della Torre  | Bruno Mealli               | Silvano Schiavon     |
| 1969                              | Mino Denti           | Michele Dancelli           | Giancarlo Polidori   |
| 1970                              | Franco Bitossi       | Felice Gimondi             | Marino Basso         |
| 1971                              | Giancarlo Polidori   | Italo Zilioli              | Donato Giuliani      |
| 1972                              | Enrico Paolini       | Donato Giuliani            | Giovanni Varini      |
| 1973                              | Franco Bitossi       | Enrico Paolini             | Wladimiro Panizza    |
| 1974                              | Roger de Vlaeminck   | Tino Conti                 | Giovanni Battaglin   |
| 1975                              | Roland Salm          | Giancarlo Polidori         | Wladimiro Panizza    |
| 1976                              | Alfio Vandi          | Giancarlo Polidori         | Sigfrido Fontanelli  |
| 1977                              | Giuseppe Saronni     | Roger de Vlaeminck         | Bernt Johansson      |
| 1978                              | Valerio Lualdi       | Pierino Gavazzi            | Bernt Johansson      |
| 1979                              | Francesco Moser      | Giovanni Battaglin         | Silvano Contini      |
| 1980                              | Carmelo Barone       | Pierino Gavazzi            | Silvano Contini      |
| 1981                              | Giovanni Mantovani   | Pierino Gavazzi            | Silvano Contini      |
| 1982                              | Pierino Gavazzi      | Ennio Vanotti              | Giuseppe Petito      |
| 1983                              | Jesper Worre         | Dag Erik Pedersen          | Davide Cassani       |
| 1984                              | Moreno Argentin      | Ezio Moroni                | Claudio Corti        |
| 1985                              | Claudio Corti        | Stefano Colagè             | Stefano Giuliani     |
| 1986                              | Maurizio Rossi       | Alberto Volpi              | Ezio Moroni          |
| 1987                              | Gerhard Zadrobilek   | Marino Amadori             | Maurizio Vandelli    |
| 1988                              | Moreno Argentin      | Bruno Cenghialta           | Gianni Bugno         |
| 1989                              | Roberto Pagnin       | Maurizio Fondriest         | Andréi Chmil         |
| 1990                              | Massimo Ghirotto     | Pascal Richard             | Franco Ballerini     |
| 1991                              | Roberto Pagnin       | Fabrizio Bontempi          | Silvio Martinello    |
| 1992                              | Massimo Ghirotto     | Alberto Elli               | Davide Cassani       |
| 1993                              | Maximilian Sciandri  | Giorgio Furlan             | Claudio Chiappucci   |
| 1994                              | Gianluca Bortolami   | Michele Bartoli            | Maximilian Sciandri  |
| 1995                              | Flavio Vanzella      | Gianni Faresin             | Massimo Donati       |
| 1996                              | Michele Bartoli      | Andrea Tafi                | Mauro Gianetti       |
| 1997 edición no realizada         |                      |                            |                      |
| 1998                              | Davide Rebellin      | Gianni Faresin             | Filippo Simeoni      |
| 1999                              | Davide Rebellin      | Francesco Casagrande       | Andrea Ferrigato     |
| 2000                              | Davide Rebellin      | Francesco Casagrande       | Gianluca Tonetti     |
| 2001                              | Giuliano Figueras    | Danilo Di Luca             | Davide Rebellin      |
| 2002                              | Danilo Di Luca       | Laurent Dufaux             | Davide Rebellin      |
| 2003                              | Cristian Moreni      | Danilo Di Luca             | Michele Bartoli      |
| 2004                              | Gilberto Simoni      | Matteo Tosatto             | Massimo Giunti       |
| 2005                              | Eddy Mazzoleni       | Salvatore Commesso         | Serhi Honchar        |
| 2006                              | Rinaldo Nocentini    | Raffaele Ferrara           | Sergio Marinangeli   |
| 2007                              | Alessandro Bertolini | Florian Stalder            | Daniele Nardello     |
| 2008                              | Francesco Ginanni    | Serhi Honchar              | Andrea Masciarelli   |
| 2009                              | Filippo Pozzato      | Carlo Scognamiglio         | Luca Paolini         |
| 2010                              | Daniel Oss           | Peter Sagan                | Sacha Modolo         |
| 2011 edición no realizada         |                      |                            |                      |
| 2012                              | Oscar Gatto          | Juan Pablo Valencia        | Emanuele Sella       |
| 2013-2020 ediciones no realizadas |                      |                            |                      |
| 2021                              | Xandro Meurisse      | Matteo Trentin             | Alberto Dainese      |
| 2022                              | Matteo Trentin       | Rémy Rochas                | Mattéo Vercher       |
| 2023                              | Dorian Godon         | Tobias Halland Johannessen | Florian Vermeersch   |
| 2024                              | Corbin Strong        | Xandro Meurisse            | Romain Grégoire      |

## Palmarés por países
| País          | Victorias |
| ------------- | --------- |
| Italia        | 79        |
| Bélgica       | 2         |
| España        | 1         |
| Suiza         | 1         |
| Dinamarca     | 1         |
| Austria       | 1         |
| Francia       | 1         |
| Nueva Zelanda | 1         |